# ホープさん (テレビドラマ)
『ホープさん』は、1960年3月29日にフジテレビ系列の『サンウエーブ火曜劇場』で放送されたドラマ。放送回数1回。放送時間は火曜22:00 - 22:45。

1951年10月19日に上映された製作が藤本真澄、監督が山本嘉次郎、脚本が山本嘉次郎と井手俊郎の映画版とは原作が共通している別の作品である。

## キャスト
- 谷幹一
- 大空眞弓
- 内海突破
- 増山江威子
- 小笠原章二郎
- 中村次郎
- 中村是好
- 清川玉枝
- 神田時枝
- 穂積隆信
- 宮川洋一
- 中西清二
- 羽佐間道夫
- 柴田秀勝
- 芸文プロダクション

## スタッフ
- 原作：源氏鶏太
- 脚本：浅川清道
- 音楽：宮内國郎